# وولکام
وولکام (انگلیسی: Volcom) شرکت کالای لوکس آمریکایی است، که در زمینه تولید و توزیع انواع پوشاک و لوازم مد، فعالیت می‌نماید.
شرکت وولکام در سال ۱۹۹۱ توسط ریچارد وولکات در شهرستان اورنج، کالیفرنیا تأسیس شد و در حال حاضر مالک شبکه‌ای از ۳۸ شعبه فروش می‌باشد. دفتر مرکزی این شرکت در شهر کوستا مسا، کالیفرنیا، ایالات متحده آمریکا قرار دارد و کلیه سهام آن متعلق به شرکت فرانسوی کرینگ می‌باشد.